# Friedrich Ast
Pour les articles homonymes, voir Ast.
Friedrich Ast (Gotha, 29 décembre 1778 - Munich, 31 décembre 1841) est un philosophe et philologue allemand.

## Biographie
Né à Gotha, Georg Anton Friedrich Ast enseigna la littérature classique à Munich. Élève de Schelling, il publia quelques écrits sur l'esthétique, la philosophie et l'histoire de la philosophie. Il est principalement connu comme un spécialiste de Platon, qu'il étudia pendant vingt-cinq ans.
On lui doit :
- une édition des œuvres complètes de Platon, avec une traduction latine et des commentaires (1819-32). Contrairement à la tradition, Ast a rejeté comme apocryphes, parmi tous les Dialogues attribués à Platon, entre autres le Premier et le Second Alcibiade, le Ion et Les Lois.
- un Lexicon platonicum (1834-39),
- la Vie et les écrits de Platon (1816), en allemand.